# دير الديمة (قفل شمر)

تعديل مصدري - تعديل

دير الديمة هي إحدى قرى عزلة المخلاف بمديرية قفل شمر التابعة لمحافظة حجة، بلغ تعداد سكانها 0 نسمة حسب تعداد اليمن لعام 2004.